# Кингстон (база Канадских вооружённых сил)
Ба́за Кана́дских вооружённых сил Ки́нгстон (англ. Canadian Forces Base Kingston, CFB Kingston, фр. Base des Forces canadiennes Kingston) — база Канадских вооружённых сил, расположенная в Кингстоне (Онтарио).
На базе Кингстон размещаются войска связи и электроники Канадских вооружённых сил. Также там располагается Школа связи и электроники Канадских вооружённых сил. К другим подразделениям относятся Система теории и обучения сухопутных войск, штаб 1-й Канадской дивизии, Миротворческий образовательный центр, Объединённый полк войск связи Канадских вооружённых сил, штаб 1-го авиакрыла, Объединённая оперативная группа Канадских вооружённых сил, ККЕВ Катаракуи, Собственный принца Уэльского полк и 21-й полк радиоэлектронной борьбы — объединение бывших 772-го и 2-го эскадронов радиоэлектронной борьбы.
На базе также открыт Музей военной связи и электроники Канады и существует программа поддержки Королевского военного колледжа Канады, расположенного поблизости, на мысе Фредерик.
Современная БКВС Кингстон первоначально была известна как Кэмп-Баррифилд и называлась по соседней деревне. Территория к северу от автострады 2 известна как «казармы Макнотона», а к югу — «казармы Вими». На базе также расположен Гарнизонный гольф- и кёрлинг-клуб.
БКВС Кингстон не стоит путать со старой базой ВВС Канады Кингстон, которая находится в совершенно другом месте.